# Kulissengeführte Schere
Die kulissengeführte Tafelschere ist eine Werkzeugmaschine zur Ausführung von geraden Schnitten (Scherschneiden, Fertigungsverfahren nach DIN 8580) vorrangig in Blechen. Sie gehört zu den Schlagscheren, ist jedoch immer motorisch (elektrisch/hydraulisch) angetrieben.

## Funktion
Im Gegensatz zu Schwingschnitt-Tafelscheren, bei denen das Messer kreisförmig um einen Drehpunkt geführt wird, ist der Messerbalken, an dem das Obermesser befestigt ist, durch die Kulissenführung in zwei Kulissen – den beiden Seitenständern – geführt. Die Bewegung des Messerbalkens ist gerade, was zu einer gleichbleibenden Schnittqualität mit konstantem Schneidspalt auch bei unterschiedlichen Blechdicken führt. Das Spiel in den beiden Führungen wird über Keile eingestellt.
Tafelscheren bzw. Schlagscheren sind bei geraden Schnitten die wirtschaftlichste Möglichkeit der Blechzurichtung. Aufgrund ihrer geringen Investitionskosten werden sie dort eingesetzt, wo ohne große Anforderungen an Schnittqualität mit hoher Produktivität ein breites Spektrum an Blechqualitäten gerade geschnitten werden muss. Dagegen sind mit den wesentlich teureren Verfahren Laserschneiden, Wasserstrahlschneiden, Brennschneiden oder Plasma-Schmelzschneiden sowie mit dem Nibbeln auch nahezu beliebige Konturen möglich.